# Emil Brunner (Fotograf)

Foto von Emil Brunner: Ausgrabungen von 1975 in der Kirche Betschwanden

Emil Brunner  (* 10. November 1908 in Diesbach; † 18. September 1995) war ein Schweizer Fotograf.

## Leben
Brunner war der Sohn eines Drosselmeisters (Meister der Spinnereimaschinen). Er besuchte die Schulen in Diesbach, Härkingen, Baden und Winterthur. Von 1925 bis 1929 absolvierte er eine Berufslehre als Schiffskonstruktionszeichner bei der Firma Sulzer AG in Winterthur. Nebenbei bildete ihn der Werkfotograf Emil Wiederkehr zum Fotografen aus. Nach der Lehre fotografierte er ein halbes Jahr die Aufräumarbeiten und den Wiederaufbau der ehemaligen Schlachtfelder des Ersten Weltkrieges in Frankreich und Belgien. 
In den 1930er und 1940er Jahren betrieb er ein eigenes Fotogeschäft in Baden und bereiste er als freischaffender Fotoreporter die ganze Welt: Island, Spitzbergen, Afrika, Südamerika, Antarktis, Alaska, Finnland, Tahiti usw. Der Flugzeugpionier Walter Mittelholzer brachte ihm das Fotografieren aus dem Flugzeug bei. Im Winter 1944/1945 war er als Kriegsreporter an der Westfront. 1948 zog er nach Braunwald.

## Werk
Unzählig sind die Reportagen aus fremden Ländern und Erdteilen. Aus seiner Heimat gibt es die Gebirgsaufnahmen des passionierten Bergsteigers. In seinem Gesamtwerk nehmen die Menschen einen hohen Stellenwert ein, ein Beispiel dafür bilden Aufnahmen der Bündner Bergkinder.
Seine Fotografien erschienen in Life, Neue Zürcher Zeitung,  Atlantis, Le Vie del Mondo, Schweizer Illustrierte, Westermanns Monatshefte, Harper’s Bazaar, Holiday (Magazin)usw. Tiefflugaufnahmen aus Skandinavien und der Sahara wurden in Illustrierten der ganzen Welt publiziert. 
Sein Nachlass befindet sich bei der Schweizerischen Stiftung für die Photographie in Winterthur (Sammlung Hugger).

## Ausstellungen
- 17. Mai bis 14. September 2008: Zwitserse bergkinderen. Kunsthal Rotterdam, Rotterdam, NL
- 5. Oktober bis 17. November 2002: Tausend Blicke. Kinderporträts von Emil Brunner. Bündner Oberland 1943/43. Bündner Kunstmuseum, Chur: Wanderausstellung, u. a. in Museum Chasa Jaura, Valchava